# 伊塔洛·斯韋沃

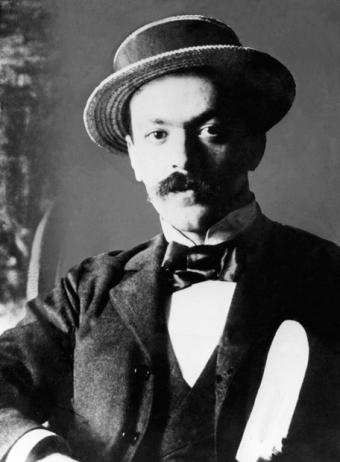
斯韋沃

伊塔洛·斯韋沃（Italo Svevo），意大利猶太商人兼小說家。埃托雷·施米茨（Ettore Schmitz，1861年12月9日—1928年9月13日）為他的本名，大器晚成，60歲後才寫出成名之作《季諾的意識》(La Coscienza di Zeno)，被譽為20世紀最出色小說家之一。

## 生平
生於現在屬意大利、當時屬奧地利的第里雅斯特，父親為德國猶太玻璃商人，母親為意大利猶太人。斯韋沃的真名和筆名都反映了他的雙重身分。Ettore是意大利文的赫克托耳，Schmitz則是常見的德國姓氏；Italo指「意大利的」，Svevo指中世紀時的施瓦本(Schwaben)公國（現在德國巴伐利亞也有名為施瓦本的行政區）。 
家境殷實，另有七兄弟姊妹。為了學好德語，11歲時跟弟弟一同被送到巴伐利亞一所商業學校唸書，成績不錯，但私下以文學為主要興趣，愛讀歌德、席勒、海涅、叔本華、莎士比亞（德譯本）等名家的作品。
17歲時回到家鄉，偶然到當地一家商業學院聽課，同時開始認真寫作，主要為戲劇。19歲時在《獨立報》(L'Indipendente)發表第一篇文章，名為《夏洛克》(Shylock)（莎劇《威尼斯商人》裡的猶太商人）。因為父親生意失敗，被迫放棄紈絝子弟的生活，到當地維也納聯合銀行（Banca Union di Vienna）的分行工作，負責德文、法文的的書信往來，在那裡一待就是20年，工作不太愉快。
邊工作邊寫作，並開始進入第里雅斯特的藝術家圈子。1892年，他自資出版第一部小說《一生》(Una vita)，書評不錯，但未能為他帶來文名，同年父親過身。1895年10月，母親也離世，同年12月不顧對方家長反對，跟比他年輕得多的表妹利維亞(Livia Veneziani)結婚，出於信仰問題，二人未能在教堂行禮。兩年後利維亞有孕，為他生下一女，但產後病重，他因此接受洗禮，成為天主教徒。利維亞康復後，二人補行婚禮。
1898年，再自資出版第二本小說《老年》(Senilità)，但依舊未能為他贏得文名。翌年到岳父母的油漆廠工作，工廠生產用來保護船身的防水油漆，行銷歐洲。工廠在意大利、英國設有分行，他的工作表現出色，常被派到英國出差，為了改善英文，他請人補習──當時旅居第里雅斯特的喬伊斯當上他的補習老師。1906年，二人正式交往。
當時喬伊斯正構想他的鉅著《尤利西斯》，常向斯韋沃請教猶太信仰、習俗，並對他的小說表示讚賞。有說《尤利西斯》的主角利奥波德·布卢姆(Leopold Bloom)，就是參考了斯韋沃來塑造。第一次世界大戰爆發，喬伊斯離開第里雅斯特，但跟斯韋沃保持書信往來。大戰其間，斯韋沃的生活不好過，奧地利當局關閉他的工廠，迫他交出油漆的秘密配方，他一度被迫逃至維也納。
1923年，他自資出版《季諾的意識》。他把書寄給當時身在巴黎的喬伊斯，喬伊斯大表讚賞，為他在巴黎的文藝圈子廣為宣傳。斯韋沃的名字一時傳遍巴黎的沙龍，他的名聲由巴黎傳回意大利。終於，斯韋沃在耳順之年獲得了他夢寐以求的文名。他成為文壇名人，他的少作得以重印，還被邀到處講學。
1928年的夏天，他跟家人到山區渡假，他在騎電單車時發生意外，送院後一晚不治。1950年，利維亞出版了她的《先夫行狀》(Vita di mio marito)。

## 作品
《季諾的意識》開意大利心理小說的先河，批評家也常將斯韋沃跟喬伊斯、普魯斯特相提並論。跟他同時代的許多人一樣，斯韋沃愛讀佛洛伊德，對精神分析很感興趣。在《季諾的意識》中，主角季諾接受精神分析治療，醫生建議他記下自己的回憶，以便分析，但不久他決定終止治療，醫生為了「報復」而出版了病人的回憶錄。全書充滿自嘲，講述季諾戒煙的第一章尤其有名。
斯韋沃的母語為第里雅斯特的當地方言(Triestino)，一種威尼托語言，第二語言則是德語。因此，他的意大利文被批評為不純正、不地道。

## 外部連結
- 互联网档案馆中伊塔洛·斯韋沃的作品或与之相关的作品
- Petri Liukkonen. "Italo Svevo". Books and Writers
- Works by Svevo （页面存档备份，存于）: text with concordances and frequency list
- Images referred to Italo Svevo on Immaginidistoria.it
- Listen to some chapters of La coscienza di Zeno on audio mp3 free download